# ژان ماری آبیلز
ژان ماری آبیلز (انگلیسی: Jean-Marie Abeels؛ زادهٔ ۱۸ نوامبر ۱۹۶۲) بازیکن سابق و مربی فوتبال اهل بلژیک است که در پست مهاجم بازی ‌می‌کرد. او بیش از ۲۰۰ بازی در لیگ برتر فوتبال بلژیک برای کورتریک، ژرمینال اکرن، وارخم و ترویدنس بازی کرد.